# Richard Pfiffner
Richard Pfiffner ist ein ehemaliger Schweizer Skispringer.

## Werdegang
Sein internationales Debüt gab Pfiffner bei der Vierschanzentournee 1964/65. Dabei sprang er der Konkurrenz bereits beim Auftaktspringen als 63. deutlich hinterher und beendete die Tournee daraufhin bereits nach diesem Springen vorzeitig und wurde am Ende 46. der Gesamtwertung.
Bei den Schweizer Meisterschaften im Skispringen 1966 in Langenbruck gewann er hinter Heribert Schmid und vor Max Walter die Silbermedaille von der Normalschanze.
Bei der Nordischen Skiweltmeisterschaft 1966 in Oslo erreichte Pfiffner von der Normalschanze mit Sprüngen auf 65 und 62,5 Meter den 57. Platz. Kurz zuvor landete er von der Großschanze mit Sprüngen auf 71 und 68,5 Meter auf Platz 46.
Mit der Vierschanzentournee 1968/69 bestritt Pfiffner seine erfolgreichste Tournee. So erreichte er mit Rang 26 auf der Bergiselschanze in Innsbruck das beste Einzelresultat bei der Tournee in seiner Karriere. In der Gesamtwertung landete er mit 727,7 Punkten auf dem guten 27. Platz und verbesserte sich damit noch einmal um einen Platz im Vergleich zum Ergebnis der Vierschanzentournee 1966/67.
Zur Nordischen Skiweltmeisterschaft 1970 in Štrbské Pleso trat Pfiffner zum Abschluss seiner Karriere noch einmal in beiden Springen an. Von der Normalschanze lag er nach Sprüngen auf 72,5 und 73,5 Meter auf dem 49. Platz. Zuvor erreichte er von der Grossschanze mit Sprüngen auf 81 und 93,5 Meter den 46. Platz.

## Erfolge

### Vierschanzentournee-Platzierungen
| Saison  | Platz | Punkte |
| ------- | ----- | ------ |
| 1964/65 | 46.   | 621,9  |
| 1965/66 | 45.   | 647,0  |
| 1966/67 | 28.   | 723,2  |
| 1967/68 | 37.   | 707,2  |
| 1968/69 | 27.   | 727,7  |
| 1969/70 | 48.   | 740,8  |